# Baltasar de la Cueva Enríquez

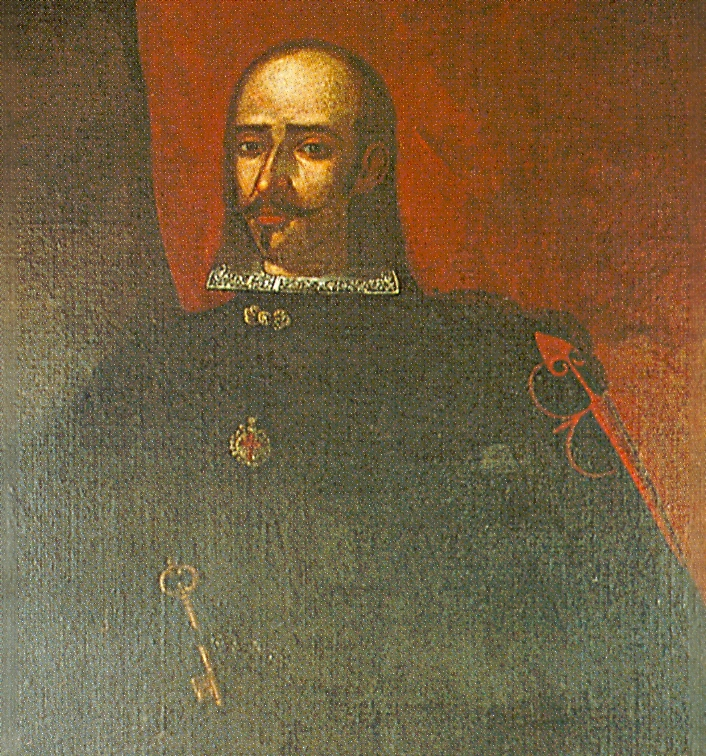

Don Baltasar de la Cueva y Enríquez de Cabrera, (também conhecido como Baltasar de la Cueva Henríquez Arias de Saavedra), (Madrid, 1626 – 2 de abril de 1686), foi vice-rei do Peru de 15 de agosto de 1674 até 7 de julho de 1678.

## Administração
Para celebrar a sua chegada ao Peru no porto de El Callao, em 11 de agosto de 1674, foi realizada uma tourada. Também houve touradas em Lima, em 6 de novembro de 1674.
Em 15 novembro de 1674, informou ao Tribunal espanhol que era necessário reduzir o número de feriados no vice-reinado, pois o número "excedia 35 que, juntamente com os feriados religiosos, significava que a maior parte do ano era feriado". Em 14 de maio de 1676, o Tribunal aprovou a redução.
Durante seu período de administração, as leis dos Índios foram elaboradas. O vice-rei Cueva tomou medidas para proteger a costa do Pacífico dos piratas ingleses e holandeses. Em 1675 enviou Antonio de Vea para investigar relatos de que os ingleses haviam se estabelecido na Patagônia.

## Ilyas ibn Hanna al-Mawsili
Ilyas ibn Hanna al-Mawsili (Elias, filho de Jonh de Mossul), um cristão caldeu de descendência assíria, partiu de Cádis, Espanha para o Peru, em 13 de fevereiro de 1675. Foi quase certamente o primeiro assírio a visitar o Novo Mundo. Sua missão era arrecadar dinheiro para a restauração de uma igreja caldéia em Bagdá, bem como tentar converter tantas pessoas quanto possível. Ilyas viajou para muitos lugares do vice-reinado, também encontrou-se com o vice-rei em Lima, tornando-se seu amigo.

## Revolta de Pedro Bohórquez (Inca Hualpa)
Durante esse período uma fraude inusitada ocorreu, resultando em uma revolta indígena. Começaram a circular rumores de enormes tesouros que pertenciam a gerações anteriores e que teriam sido escondidos pelos indígenas em cavernas e lagos. Um camponês nascido em Quito (algumas fontes dizem que ele nasceu na Espanha) chamado Pedro Bohórquez aproveitou-se desses boatos. Ele anunciou que era Inca Hualpa, um descendente de Atahualpa, e um príncipe dos Andes. Falava kichwa fluentemente e foi aceito como um príncipe das tribos andinas de Tucumán (Argentina). Alegou que seus súditos sabiam a localização dos tesouros escondidos, e com esse pretexto ele foi capaz de hospedar o governador do Rio da Prata, Alonso Mercado y Villacorta.
Inca Hualpa disse ao governador que, para ele ser capaz de obter as informações dos poucos que ainda sabiam, o governador teria que reconhecê-lo como o Príncipe da Terra. Somente este ato lhe daria a autoridade para tomar posse do tesouro escondido. O governador permitiu que o indígena fosse proclamado o príncipe, e ele próprio veio com sua comitiva para felicitar Inca Huallpa. Este marcou um encontro com o governador em Tafí, onde trocaram elogios.
Quando o vice-rei Cueva soube da fraude, ele ordenou que Bohórquez (Inca Hualpa) fosse preso. Bohórquez retornou para junto de seus seguidores nos Andes, onde denunciou a "traição" dos espanhóis incitando os indígenas à revolta. Os Calchaquíes empunharam as armas, mas foram completamente derrotados. Os sobreviventes foram distribuídos em várias encomiendas. Outras tribos associadas foram retiradas de seus vales e montanhas e transportadas para lugares distantes. Os quilmes foram transportados para Buenos Aires, onde uma cidade ainda carrega esse nome. O próprio Bohórquez foi levado para Lima e enforcado.
Outros relatos afirmam que Bohórquez já havia enganado o vice-rei Cueva, fazendo-o pensar que tinha descoberto a "fabulosa região de Enin, e visitado palácios de ouro e tesouros preciosos".  O vice-rei foi enganado, e deu-lhe 36 soldados. Bohórquez então desapareceu.

## Destituição
Um conflito com os comerciantes influentes da colônia levou à destituição de Cueva Enríquez. Em 7 de julho de 1678, Melchor Liñán y Cisneros tomou seu lugar. Morreu em 1686. 